# .22 BR Remington
Набій .22 Bench Rest Remington, загалом відомий як .22 BR Remington, є набоєм для ручного спорядження і використовується для вармінтингу та стрільби зі станка. Він створений на базі набою .308×1.5-inch Barnes з дульцем обжатим до .22 калібру довжиною .020 дюйми зі збільшеним кутом плеча до 30°. Його розробив Джим Стекл приблизно в 1963 році, а в 1978 році Remington стандартизував його параметри. Він відомий за свою високу швидкість і чудову точність.